# Оттоманский долг
Оттоманский долг — внешний долг Османской (Оттоманской) империи, на протяжении многих десятилетий являвшийся орудием дипломатического давления европейских держав на Турцию.
Процесс финансового закабаления Османской империи Великобританией, Францией и другими странами начался во время Крымской войны 1853—1856 годов. Первый внешний заем Порта получила у Великобритании в 1854 году. За ним последовал ряд других займов, и к 1875 году общий долг с накопленными процентами достиг номинальной величины 5,3 млрд франков. Не имея средств для погашения долга, Турция объявила, что впредь в течение 5 лет будет уплачивать лишь половину причитающихся с неё ежегодных платежей. В действительности Турция вовсе прекратила платежи.
Уже на Берлинском конгрессе 1878 года была сделана первая попытка установить над Турцией финансовый контроль. В 1879 году Турция официально объявила о своём банкротстве. По требованию кредиторов в декабре 1881 года было учреждено Управление Оттоманского государственного долга, в ведение которого переходило взимание ряда важнейших налогов и сборов в счёт выплаты задолженности. Тем самым над Турцией устанавливался финансовый контроль, что означало превращение её в полуколонию.
Севрским мирным договором 1920 года, подписанным 14 державами (в том числе султанской Турцией) по итогам Первой мировой войны, размеры довоенного Оттоманского долга были зафиксированы в 3263 млн франков, причём было предусмотрено распределение платежей по долгу между Турцией и территориями, отошедшими от неё после Балканских войн по условиям Лондонского мирного договора. От уплаты военных займов, полученных от Германии, Турция освобождалась.
Непризнание Севрского договора кемалистским правительством Турции и англо-греческая интервенция в Турции в известной мере лишили Оттоманский долг его прежнего значения. Однако и финансовая, и отчасти политическая проблема Оттоманского долга продолжала служить предметом напряжённых дипломатических переговоров между Турцией и державами-кредиторами, в первую очередь Францией.
Лозаннский мирный договор 1923 года, заменивший Севрский договор, подтвердил принцип, согласно которому Оттоманский долг должен был быть распределён между всеми государствами, входившими в состав бывшей Османской империи. Вопрос о способе его погашения, однако, остался открытым, что фактически означало приостановку платежей.
Только в 1928 году, уступая нажиму Франции и связанных с западным капиталом кругов турецкой буржуазии, турецкое правительство пошло на соглашение с кредиторами. В дальнейшем в результате ряда переговоров Турции удалось добиться существенных уступок как в отношении размеров, так и средств уплаты долга. Погашение Оттоманского долга было полностью завершено в июне 1954 года.